# Liste des concertos de Joseph Haydn

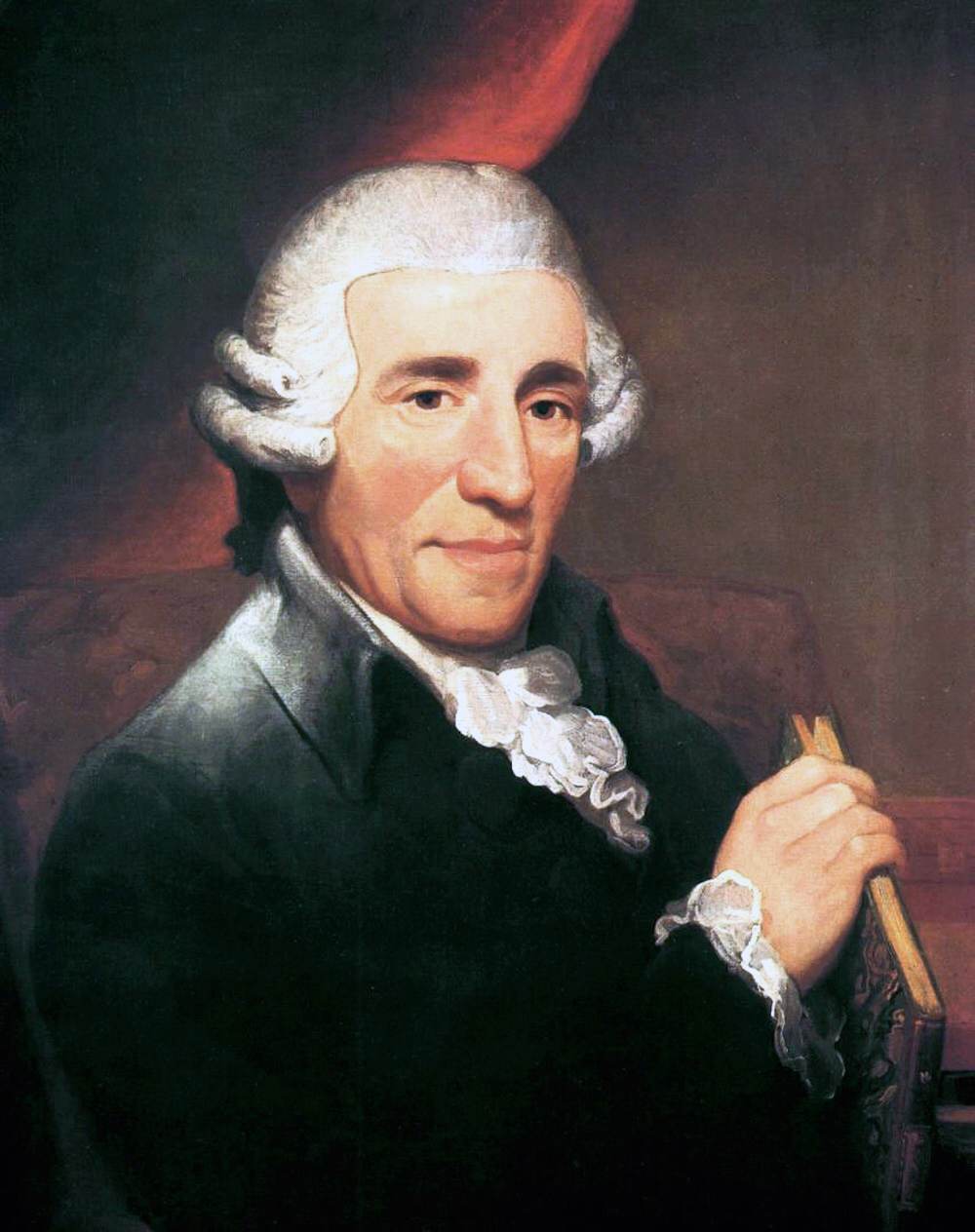
Joseph Haydn

Liste (partielle) des concertos de Joseph Haydn (1732–1809). Dans le catalogue Hoboken des œuvres de Haydn, les concertos pour la plupart des instruments sont rangés dans la catégorie VII avec une lettre différente pour chaque instrument soliste (VIIa est pour les concertos pour violon, VIIb pour concertos pour violoncelle, etc.). Les exceptions sont les concertos pour clavier et pour baryton qui sont placés respectivement dans les catégories XVIII et XIII.
Haydn a aussi écrit de nombreux autres concertos, qui ont été tous perdus.

## Pourviolon
- Concerto pour violon no 1 en ut majeur, Hob. VIIa/1 (ca. 1765)
- Concerto pour violon no 2 en ré majeur, Hob. VIIa/2 (1765, perdu)[1]
- Concerto pour violon no 3 en la majeur, Hob. VIIa/3 (ca. 1770)
- Concerto pour violon no 4 en sol majeur, Hob. VIIa/4 (1769)

Les autres concertos (Hob. VIIa:A1/B1/B2/D1/G1) ne sont pas authentiques, c'est-à-dire qu'ils ne sont pas de Joseph Haydn.
- D1 - Concerto pour violon et orchestre en ré majeur (2 hautbois, 2 cors, 2 violons, alto et basse) (œuvre de Carl Stamitz ?)
- G1 - Concerto pour violon et cordes en sol majeur (2 violons, alto et basse) (œuvre de Michael Haydn ?) (1762)
- A1 - Concerto pour violon en la majeur (œuvre de Giovanni Mane Giornovichi ?)
- B1 - Concerto pour violon et cordes en si bémol majeur (2 violons, alto et basse) (écrit par Michael Haydn) (1760)
- B2 - Concerto pour violon et cordes en si bémol majeur (2 violons, alto et basse) (écrit par Christian Cannabich) (1767)

## Pourvioloncelle
- Concerto pour violoncelle no 1 en do majeur, Hob. VIIb/1 (1761–65) Retrouvé en 1961 à Prague.
- Concerto pour violoncelle no 2 en ré majeur, Hob. VIIb/2 (op. 101) (1783) Pour Anton Kraft.
- Concerto pour violoncelle no 3 en ut, Hob. VIIb/3 (ca. 1780, perdu)[1]. Selon Marc Vignal, il pourrait s'agir d'une erreur du catalogue de Haydn et la même œuvre que le no 1[2]
- Concerto pour violoncelle no 4 en ré, Hob. VIIb/4 (fausse attribution, écrit par un certain Constanzi, mais peu probablement de Giovanni Battista Costanzi[3], dans les années 1750)
- Concerto pour violoncelle no 5 en ut majeur, Hob. VIIb/5 (fausse attribution, écrit par David Popper d'après une esquisse que personne n'a jamais vue[2], et publié en 1899)[4]
- Concerto pour violoncelle en sol mineur, Hob. VIIb/g1 (ca. 1773, douteux, perdu)

## Pour violone (contrebasse)
- Concerto pour violone en ré, Hob. VIIc/1 (perdu ; peut avoir été brûlé et détruit ?)[1]

## Pourcor
- Concerto pour cor en ré majeur, Hob. VIId/1 (1765, perdu)
- Concerto pour deux cors en mi bémol, Hob. VIId/2 (ca. 1760, perdu)
- Concerto pour cor no 1 en ré, Hob. VIId/3 (1762)
- Concerto pour cor no 2 en ré, Hob. VIId/4 (incertain ; peut-être par Michael Haydn) (1767)
- Concerto pour deux cors en mi bémol, Hob. VIId/5 (incertain ; peut-être par Antonio Rosetti ; peut-être Hob. VIId/2 ?) (1784)

## Pourtrompette
- Concerto pour trompette en mi bémol, Hob. VIIe/1 (1796)

## Pourflûte
- Concerto pour flûte en ré, Hob. VIIf/1 (perdu, 1780 ?)[1]
- Concerto pour flûte en ré, Hob. VIIf/D1 (ca. 1760, fausse attribution, écrit par Leopold Hofmann)

## Pourhautbois
- Concerto pour hautbois en ut majeur, Hob. VIIg:C1 (1790 ?, fausse attribution, écrit par Ignaz Malzat)

## Pour 2lire organizzate(2vielles à roue)
Ces concertos ont été écrits pour Ferdinand IV de Naples dont l'instrument favori était la lira organizzata -- un instrument similaire à la vielle à roue. Les interprétations modernes utilisent la flûte et le hautbois (ou deux flûtes) comme solistes.
- Concerto no 1 en ut majeur, Hob. VIIh/1 (1786)
- Concerto no 2 en sol majeur, Hob. VIIh/2 (1786)
- Concerto no 3 en sol majeur, Hob. VIIh/3 (1786) le mouvement  "Romance"  a été plus tard adapté pour devenir le mouvement "Militaire" de la Symphonie no 100
- Concerto no 4 en fa majeur, Hob. VIIh/4 (1786)
- Concerto no 5 en fa majeur, Hob. VIIh/5 (1786)  le second et le troisième mouvement ont été plus tard adaptés comme parties de la Symphonie no 89

## Pourbaryton à cordes

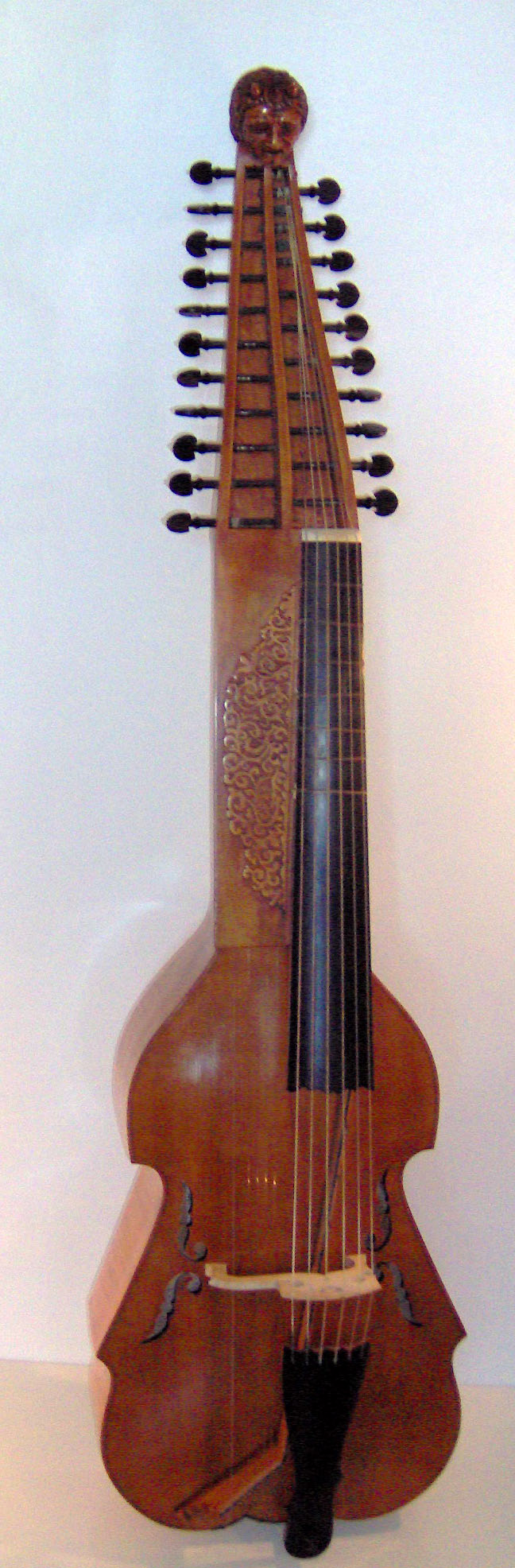
Haydn composa plus de 170 œuvres pour baryton

On connaît 3 concertos pour baryton mais soit perdus soit d'authenticité douteuse.
- Concerto pour baryton en ré, Hob. XIII/1 (avant 1770)
- Concerto pour baryton en ré, Hob. XIII/2 (avant 1770)
- Concerto pour 2 barytons en ré, Hob. XIII/3 (avant 1770)

## Pourclavecin,orgueoupiano
- Concerto pour clavier no 1 en ut, Hob. XVIII/1 (1756)
- Concerto pour clavier no 2 en ré, Hob. XVIII/2 (1767)
- Concerto pour clavier no 3 en fa, Hob. XVIII/3 (1765)
- Concerto pour clavier no 4 en sol, Hob. XVIII/4 (1770)
- Concerto pour clavier no 5 en ut, Hob. XVIII/5 (authenticité incertaine, peut-être à attribuer à Georg Christoph Wagenseil, 1763)
- Concerto pour violon et clavier no 6 en fa (Double Concerto), Hob. XVIII/6 (1766)
- Concerto pour clavier no 7 en fa, Hob. XVIII/7  (existe avec différent mouvement lent comme le trio avec piano Hob. XV/40, authenticité incertaine, peut-être à attribuer à Georg Christoph Wagenseil, 1766)
- Concerto pour clavier no 8 en ut, Hob. XVIII/8 (authenticité incertaine, peut-être à attribuer à Leopold Hofmann, 1766)
- Concerto pour clavier no 9 en sol, Hob. XVIII/9 (authenticité incertaine, 1767)
- Concerto pour clavier no 10 en ut, Hob. XVIII/10 (1771)
- Concerto pour clavier no 11 en ré, Hob. XVIII/11 (1782)
- Concerto pour clavier en mi bémol, Hob. XVIII/Es1 (authenticité douteuse)
- Concerto pour clavier en fa, Hob. XVIII/F1 (fausse authenticité, écrit par Georg Joseph Vogler)
- Concerto pour clavier en fa, Hob. XVIII/F2 (authenticité douteuse)
- Concerto pour clavier en fa, Hob. XVIII/F3 (authenticité douteuse, peut-être à attribuer à Johann Georg Lang)
- Concerto pour clavier en sol, Hob. XVIII/G1 (authenticité douteuse)
- Concerto pour deux claviers en sol, Hob. XVIII/G2 (authenticité douteuse)